# Morgedal
Morgedal is een dorp met ongeveer 300 inwoners in de gemeente Kviteseid in de provincie Telemark in het zuiden van Noorwegen. Het dorp staat bekend als de "geboorteplaats van het skiën".
In de stad woonden onder andere de skipionier Sondre Norheim en de broers Torjus Hemmestveit en Mikkjel Hemmestveit, die de eerste skischool in Christiania (nu Oslo) begonnen in 1881 voordat ze emigreerden naar de Verenigde Staten eind 19e eeuw.
De Olympische vlam voor de Olympische Winterspelen 1952 in Oslo, de Olympische Winterspelen 1960 in Squaw Valley en de Olympische Winterspelen 1994 in Lillehammer werden alle ontstoken bij de geboorteplaats van Sondre Norheim, Øvrebø in Morgedal.